# Union Basse-Sambre Auvelais
Maillots
Dernière mise à jour : 26 janvier 2012.
L'Union Basse-Sambre Auvelais est un ancien club de football belge localisé dans la commune  d'Auvelais, aujourd'hui une section de la commune de Sambreville. Créé par fusion en 1945 entre l'Union Sarthoise Auvelais et l'Amicale Jemeppe-sur-Sambre, il portait le matricule 4290, et ses couleurs étaient l'orange et le noir.
Le club de la Cité du Porion était un des meilleurs clubs de la province de Namur et en a même été quelque temps un des porte-drapeau en évoluant plusieurs années en Division 3.
Miné par les soucis financiers, le club disparaît en 2003. Un autre, dénommé Union Sarthoise Auvelais, fondé en 1945, très probablement par des déçus de la fusion de l'époque, et porteur du matricule 4397, change alors son nom en Football Club Auvelais et reprend les installations de l'UBS. À noter qu'en 2014, le site de l'URBSFA, renseigne ce club (4397) sous le nom de « UBS Auvelais ». Les dix ans réglementaires étant écoulés, l'appellation peut-être reprise.
Le club a disputé 27 saisons dans les divisions nationales, dont 10 au troisième niveau.

## Repères historiques

### Prémices
- 1922 : 13/09/1922, création et affiliation à l'URBSFA de UNION SARTHOISE AUVELAIS.
- 1924 : 01/01/1924, UNION SARTHOISE AUVELAIS joue en Orange et Noir. Le 19/09/1924, il adopte les couleurs Rouge et Noir.
- 1926 : 21/12/1926, UNION SARTHOISE AUVELAIS se voit attribuer le matricule 238.
- 1927 : 01/01/1927, UNION SARTHOISE AUVELAIS (238) reprend les couleurs Orange et Noir.
- 1932 : 19/01/1932, UNION SARTHOISE AUVELAIS (238) change son appellation et devient UNION SPORTIVE AUVELAIS (238). À la fin de la saison 1931-1932, le club accède pour la première fois aux séries nationales et y restent trois saisons.
- 1938 : 20/09/1938, Affiliation de AMICALE SOLVAY JEMEPPE à l'URBSFA comme club "Corporatif" qui reçoit le matricule 2710.
- 1940 : 08/10/1940, AMICALE SOLVAY JEMEPPE (2710) devient "club adhérent".
- 1940 : 01/11/1940, AMICALE SOLVAY JEMEPPE (2710) change son appellation et devient AMICALE JEMEPPE (270).
- 1941 : 30/08/1941, AMICALE JEMEPPE (2710) devient "club effectif".

### Histoire de l'UBS
- 1945 : 24/08/1945, UNION SPORTIVE AUVELAIS (238) fusionne avec AMICALE JEMEPPE (2710) pour former UNION BASSE-SAMBRE AUVELAIS qui reçoit le matricule 4290. Les matricules 238 et 2710 sont démissionnés et disparaissent des registres.
- 1946 : UNION BASSE SAMBRE AUVELAIS (4290) monte en séries nationales pour la première fois mais est relégué au bout d'une saison. Le club subit la même mésaventure en 1948.
- 1946 : UNION BASSE SAMBRE AUVELAIS (4290) revient en séries nationales, mais cette fois il s'agit de la Promotion (D4). Le cercle y reste deux saisons
- 1959 : UNION BASSE SAMBRE AUVELAIS (4290) accède de nouveau au 3e niveau national qui porte le nom de « Division 3 » depuis 1952. Le club séjourne 10 saisons de suite à ce niveau.
- 1996 : UNION BASSE SAMBRE AUVELAIS (4290) quitte les séries nationales pour la dernière fois.
- 2003 : Exsangue financièrement UNION BASSE SAMBRE AUVELAIS (4290) cesse ses activités. Le matricule 4290 disparaît.

### Bon à savoir
- 1945 : 21/12/1945, fondation de UNION SARTHOISE AUVELAIS, très probablement part des "déçus" de la fusion formant l'UBS Auvelais.
- 1946 : 02/04/1946, UNION SARTHOISE AUVELAIS s'affilie à l'URBSFA qui lui attribue le matricule 4397. Ce club évolue en Orange et Noir (sauf dans une période qui s'étend entre le 17/01/1952 et le 22/01/1955 où il joue en Rouge et Noir).
- 2008 : 01/07/2008, UNION SARTHOISE AUVELAIS (4397) change son appellation et devient FOOTBALL CLUB AUVELAIS (4397).
- 2013 : 10/07/2013, FOOTBALL CLUB AUVELAIS (4397) change son appellation et devient UNION BASSE-SAMBRE AUVELAIS (4397)[2].

## Histoire

### UBS Auvelais
L'Union Basse-Sambre Auvelais fait directement référence dans sa province de Namur et décroche deux fois le droit de remonter en "Promotion (D3)". Mais tant en 1946 qu'en 1948, l'aventure tourne court.
En 1952, l'UBS fait partie des fondateurs du 4e niveau national nouvellement instauré et qui hérite du nom de "Promotion". Le club redescend après deux saisons.

### L'âge d'or
Au terme de la saison 1957-1958, l'UBS Auvelais remonte en national. Versée dans une série ne compte que quatre équipes namuroises pour douze Anversois ou Limbourgeois, les Orangés décrochent le titre de haute lutte contre leur rival provincial de l'Entente Sportive Jamboise, alors que le 3e classé, Brasschaat, est distancé de dix points.
Le club connaît sa plus belle période en termes d'appartenance hiérarchique. Il séjourne une décennie complète en Division 3, terminant  presque toujours en milieu de classement. L'UBS obtient son meilleur classement en 1962 avec une 6e place finale et son plus mauvais un an plus tard quand il se sauve de justesse devant la Jeunesse Arlonaise.
La saison 1966-1967 est catastrophique pour les Auvelaisiens. Versés avec l'autre club namurois (Jambes) et deux équipes hennuyères dans une série composées de formations des deux Flandres, le matricule 4290 est à la traîne durant toute la compétition. Ne gagnant aucune de ses neuf dernières rencontres, l'UBS Auvelais est reléguée en "Promotion".
Comme c'est souvent le cas, le club peine à assumer la relégation. Participant à une série composée de Brabançons, de Luxembourgeois et de Namurois, l'UBS échoue une deuxième fois de suite à la dernière place et retourne en Provinciale, en compagnie de Schaerbeek et de Wavre Sports, alors que La Forestoise est titrée.

### Soubresauts
Dans les années 1970 et 1980, le club revient "Promotion" en 1972 et s'y maintient huit saisons de rang.
Renvoyé en « P1 » en 1980, l'UBS Auvelais connaît de petits soubresauts qui lui permettent de réapparaître nationale jamais pour des longues périodes (84-86) et (93-96).

### Le déclin
Après la saison 1995-1996, le matricule 4290 ne quitte plus les séries provinciales. Il est même relégué en « P2 » (6e niveau).
En 2002, l'UBS Auvelais retrouve l'élite provinciale namuroise. Mais les rêves de renouveau s'estompent rapidement. En grandes difficulutés financières,; le matricule 4290 jette le gant au début de l'été 2003 et est radié par l'Union Belge.

## Renaissance du nom
En 2008, un autre club de la ville, l'Union Sarthoise Auvelais, créé en 1945 et porteur du matricule 4397, change alors son nom en Football Club Auvelais et reprend les installations du club disparu à savoir le "stade du Pont-à-Biesmes".
En 2013, le FC Auvelais, souhaitant renouer avec les traditions du passé, change une nouvelle fois de nom, faisant renaître la dénomination historique: Union Basse-Sambre Auvelais. Ce club évolue en 2018-2019 en division 3 provinciale namuroise (8e niveau).

## Résultats dans les divisions nationales
Statistiques clôturées, club disparu

### Palmarès
- 1 fois champion de Promotion en 1959

### Bilan
| Niv | Divisions     | Jouées | Titres | TM Up | TM Down |
| --- | ------------- | ------ | ------ | ----- | ------- |
| I   | 1re nationale | 0      | 0      |       |         |
| II  | 2e nationale  | 0      | 0      |       |         |
| III | 3e nationale  | 10     | 0      |       |         |
| IV  | 4e nationale  | 17     | 1      |       |         |
| V   | 5e nationale  | 0      | 0      |       |         |
|     |               |        |        |       |         |
|     | TOTAUX        | 27     | 1      | 0     | 0       |

- TM Up : test-match pour départager des égalités, ou toutes formes de Barrages ou de Tour final pour une montée éventuelle.
- TM Down : test-match pour départager des égalités, ou toutes formes de Barrages ou de Tour final pour le maintien.

### Classements saison par saison
| Ordre               | Saison  | Nom du club                                       | Niveau                                            | Classement final                                  | Remarques                                         |
| ------------------- | ------- | ------------------------------------------------- | ------------------------------------------------- | ------------------------------------------------- | ------------------------------------------------- |
| 1                   | 1946-47 | UBS Auvelais                                      | Promotion (D3) série B                            | 13e/18                                            | Relégué!                                          |
| séries provinciales |         |                                                   |                                                   |                                                   |                                                   |
| 2                   | 1948-49 | UBS Auvelais                                      | Promotion (D3) série A                            | 14e/16                                            | Relégué!                                          |
| séries provinciales |         |                                                   |                                                   |                                                   |                                                   |
| 3                   | 1952-53 | UBS Auvelais                                      | Promotion série B                                 | 12e/16                                            |                                                   |
| 4                   | 1953-54 | UBS Auvelais                                      | Promotion série A                                 | 16e/16                                            | Relégué!                                          |
| séries provinciales |         |                                                   |                                                   |                                                   |                                                   |
| 5                   | 1958-59 | UBS Auvelais                                      | Promotion série C                                 | Champion                                          | Promu en D3 !                                     |
| 6                   | 1959-60 | UBS Auvelais                                      | Division 3 série B                                | 9e/16                                             |                                                   |
| 7                   | 1960-61 | UBS Auvelais                                      | Division 3 série B                                | 10e/16                                            |                                                   |
| 8                   | 1961-62 | UBS Auvelais                                      | Division 3 série B                                | 6e/16                                             |                                                   |
| 9                   | 1962-63 | UBS Auvelais                                      | Division 3 série B                                | 14e/16                                            |                                                   |
| 10                  | 1963-64 | UBS Auvelais                                      | Division 3 série A                                | 9e/16                                             |                                                   |
| 11                  | 1964-65 | UBS Auvelais                                      | Division 3 série B                                | 8e/16                                             |                                                   |
| 12                  | 1965-66 | UBS Auvelais                                      | Division 3 série A                                | 8e/16                                             |                                                   |
| 13                  | 1966-67 | UBS Auvelais                                      | Division 3 série A                                | 16e/16                                            | Relégué!                                          |
| 14                  | 1967-68 | UBS Auvelais                                      | Promotion série C                                 | 16e/16                                            | Relégué!                                          |
| séries provinciales |         |                                                   |                                                   |                                                   |                                                   |
| 15                  | 1972-73 | UBS Auvelais                                      | Promotion série A                                 | 12e/16                                            |                                                   |
| 16                  | 1973-74 | UBS Auvelais                                      | Promotion série B                                 | 7e/16                                             |                                                   |
| 17                  | 1974-75 | UBS Auvelais                                      | Promotion série C                                 | 6e/16                                             |                                                   |
| 18                  | 1975-76 | UBS Auvelais                                      | Promotion série D                                 | 9e/16                                             |                                                   |
| 19                  | 1976-77 | UBS Auvelais                                      | Promotion série D                                 | 11e/16                                            |                                                   |
| 20                  | 1977-78 | UBS Auvelais                                      | Promotion série D                                 | 6e/16                                             |                                                   |
| 21                  | 1978-79 | UBS Auvelais                                      | Promotion série D                                 | 11e/16                                            |                                                   |
| 22                  | 1979-80 | UBS Auvelais                                      | Promotion série D                                 | 14e/16                                            | Relégué!                                          |
| séries provinciales |         |                                                   |                                                   |                                                   |                                                   |
| 23                  | 1982-83 | UBS Auvelais                                      | Promotion série C                                 | 12e/16                                            |                                                   |
| 24                  | 1983-84 | UBS Auvelais                                      | Promotion série D                                 | 16e/16                                            | Relégué!                                          |
| séries provinciales |         |                                                   |                                                   |                                                   |                                                   |
| 25                  | 1993-94 | UBS Auvelais                                      | Promotion série D                                 | 13e/16                                            |                                                   |
| 26                  | 1994-95 | UBS Auvelais                                      | Promotion série D                                 | 9e/16                                             |                                                   |
| 27                  | 1995-96 | UBS Auvelais                                      | Promotion série D                                 | 16e/16                                            | Relégué!                                          |
| séries provinciales |         |                                                   |                                                   |                                                   |                                                   |
| X                   | 2003    | Arrêt et dissolution, le matricule 4290 disparaît | Arrêt et dissolution, le matricule 4290 disparaît | Arrêt et dissolution, le matricule 4290 disparaît | Arrêt et dissolution, le matricule 4290 disparaît |

## Anciens joueurs connus
- Daniel van Buyten, l'arrière central des Diables Rouges et du Bayern Munich joue une saison (en Juniors) à l'UBS Auvelais.
- René Thirifays, ancien Diable Rouge et meilleur buteur du championnat de Belgique, joue une saison à Auvelais à la fin de sa carrière.

### Sources et liens externes
- (nl) « Fiche de l'équipe », sur Belgian Soccer Database

- Dictionnaire des clubs affiliés à l'URBSFA depuis 1895 (éditions Foot centenaire)
- Site du FC Auvelais, club successeur de l'Union Sarthoise Auvelais et de l'Union Basse-Sambre Auvelais